# Ruben Abgarowitsch Orbeli
Ruben Abgarowitsch Orbeli (armenisch Ռուբեն Աբգարի Օրբելի, russisch Рубе́н Абга́рович Орбе́ли; * 26. Januarjul. / 7. Februar 1880greg. in Nachitschewan; † 9. Mai 1943 in Moskau) war ein armenisch-russischer Jurist, Hochschullehrer und Begründer der russischen Unterwasserarchäologie.

## Leben
Orbelis Großvater Josif Joakimowitsch (Owsep Owakomowitsch) war nach Ausbildung im Moskauer Lasarew-Priesterseminar Oberpriester und Prediger in der Kathedrale in Tiflis. Orbelis Vater Abgar Josifowitsch heiratete nach einem Jura-Studium an der Universität St. Petersburg Fürstin Warwara Moissejewna Argutinska aus der Familie des Katholikos aller Armenier Josef II. (Owsep Arlutjan, Fürst Argutinski-Dolgoruki). Der Physiologe Leon Orbeli und der Orientalist und Eremitage-Direktor Joseph Orbeli waren seine jüngeren Brüder.
Orbeli besuchte das 3. Jungengymnasium in Tiflis und studierte dann Jura an der Universität St. Petersburg. Nach dem Abschluss 1903 blieb er dort, um sich auf die Lehrtätigkeit am Lehrstuhl für Bürgerliches Recht vorzubereiten. 1904–1906 arbeitete er in der Gesellschaft der Magister. Die Juristische Gesellschaft an der Universität St. Petersburg nahm ihn als Aktives Mitglied auf und schickte ihn zur Weiterbildung an die Universität Jena. In dieser Zeit absolvierte er Praktika und nahm an Revisionen in Transkaukasien teil. Auch betätigte er sich als Autor und Redakteur in den Mitteilungen des Finanzministeriums. 1906 wurde er Magister der Rechte der Universität St. Petersburg und Doktor der Rechte der Universität Jena. Darauf trat er in den Dienst des Zivil-Kassationsdepartements des Senats, wo er neben seiner juristischen Tätigkeit sich der Erkenntnistheorie zuwandte.
Nach der Oktoberrevolution gründete er zusammen mit anderen 1918 die Universität Tambow und hielt dort Vorlesungen über Rechtswissenschaften, Philosophie und Ethik. Nach der Rückkehr nach Petrograd arbeitete er für die Akademie der Wissenschaften der UdSSR. Neben den vielfältigen organisatorischen Arbeiten überprüfte er auch die Leningrader Theater im Hinblick auf die Verbesserung der Arbeitsbedingungen.
1934 wurde Orbeli auf Empfehlung des Akademiemitgliedes A. N. Krylow juristischer Berater, Mitglied des wissenschaftlich-technischen Beirats und Historiker der EPRON, die untergegangene Schiffe hob. Von nun an beschäftigte Orbeli sich mit Unterwasserarchäologie. Auf seine Initiative und unter seiner direkten Leitung führte die EPRON 1937–1939 unterwasserarchäologische Expeditionen im Schwarzen Meer und an anderen Küsten des Landes durch. Er entwickelte die Methodik zur Konservierung der aus dem Wasser geborgenen Funde.
Orbeli wurde auf dem Moskauer Armenischen Friedhof begraben.